# 斯卡特航空760號班機空難
斯卡特航空760號班機空難是指2013年1月29日，一架從哈薩克科克舍套飛往阿拉木圖的國內客運航班在濃霧氣侯環境下墜毀於克孜勒圖，造成飛機上16名乘客和5名機組人員全數喪生。

## 外部連結
- "Пресс-релиз." 斯卡特航空 （俄文） ( （页面存档备份，存于）)
- "29 января CRJ-200 UP-CJ006." Interstate Aviation Committee （俄文）